# Impasse Nansouty
L'impasse Nansouty est une voie située dans le quartier du Parc-de-Montsouris du 14e arrondissement de Paris.

## Situation et accès
L'impasse Nansouty est desservie à proximité par la ligne 3a du tramway d'Île-de-France à la station Montsouris.

## Origine du nom
Elle porte le nom du général d'Empire Étienne Marie Antoine Champion de Nansouty, comte de Nansouty, en raison de sa proximité avec la rue éponyme.

## Historique
La voie est ouverte au XIXe siècle sous le nom d'« impasse du Bel-Air », le moulin à vent du Bel-Air était situé à proximité, et prend sa dénomination actuelle par arrêté du 1er février 1877. 

## Bâtiments remarquables et lieux de mémoire
- L'impasse débouche sur l'entrée sud-ouest du parc Montsouris.